# День захисника Вітчизни (Казахстан)
День захисника Вітчизни— у Казахстані відзначається 7 травня.
Дата пов'язана з тим, що 7 травня 1992 року перший президент Казахстану (який був верховним головнокомандувачем) Нурсултан Назарбаєв підписав указ про створення національних збройних сил.
Присвоєння в цей день чергових військових звань і вручення нагород військовослужбовцям, що відзначилися, стало традицією.
4 жовтня 2012 року Парламент Республіки Казахстан розглянув та прийняв положення про «Про внесення доповнення до Закону Республіки Казахстан „Про свята в Республіці Казахстан“». Згідно з ним, 7-е травня оголошується державним святом і є вихідним днем.